# Nextaly Rodríguez
Nextaly Rodríguez Medina (ur. 3 marca 1998 w Upali) – nikaraguański piłkarz pochodzenia kostarykańskiego występujący na pozycji bocznego pomocnika, reprezentant Nikaragui, od 2023 roku zawodnik kostarykańskiego Sportingu San José.
Jego ojciec pochodzi z Nikaragui.